# Спедзано-Альбанесе
Спедзано-Альбанесе (итал. Spezzano Albanese) — коммуна в Италии, располагается в регионе Калабрия, подчиняется административному центру Козенца.
Население составляет 7038 человек, плотность населения составляет 213 чел./км². Занимает площадь 33 км². Почтовый индекс — 87019. Телефонный код — 0981.
Покровительницей коммуны почитается Пресвятая Богородица (Madonna delle Grazie), празднование во вторник Светлой Седмицы.